# Zhao Xin
Zhao Xin (xinès tradicional: 赵信, xinès simplificat: 赵信; Wade-Giles: Chao Hsin), va ser originalment un marquès del llinatge xiongnu, que prèviament s'havia rendit a la dinastia Han. El seu nom Zhao Xin va ser adoptat probablement durant el seu servei a Han. Va ser un dels sis generals dirigits per Wei Qing durant una expedició en el 123 aEC, i va dirigir una forta força d'avantguarda de 3.000 homes juntament amb el seu company el general Su Jian. En xocar amb les forces xiongnu, que va fer defecció de nou cap als xiongnu, mentre que Su Jian va aconseguir escapar després que les seves forces van ser aniquilades. Una fortalesa xiongnu que porta el seu nom es va construir a prop de les Muntanyes Khangai, poc després de la seva submissió a Yixixie Chanyu. Aquesta fortalesa va ser més tard destruïda completament per les forces de Wei Qing durant la fase final de la batalla de Mobei.